# Кордон Шапкино
 Кордон Шапкино  — деревня в Орловском районе Кировской области. Входит в состав Орловского сельского поселения.

## География
Расположена деревня на расстоянии менее 4 км на юг от райцентра города Орлова на левобережье реки Вятка.

## История
Населенный пункт известен с 1926 года как кордон Лиственник с 1 двором и 6 жителями, в 1950 3 жителя, в 1989 уже не было постоянных жителей. С 2006 по 2011 год входил в состав Подгороднего сельского поселения.

## Население
Постоянное население составляло 0 человек в 2002 году, 1 в 2010.